# رشا أمين
رشا أمين ممثلة مصرية وأحد الوجوه الشابة التي تألقت في أكثر من عمل تلفزيوني عرض في رمضان حيث رشحها المخرج أحمد شفيق لدور مهم في مسلسل «قضية صفية» درست في المدرسة الفرنسية منذ طفولتها ثم التحقت بكلية الإعلام.
تتميز بتنوع أعمالها حيث قدمت أعمال مختلفة منها مسلسل «قلب ميت»وهو دور زوجة مقهورة تبحث عن قتلة زوجها طوال الأحداث، كما ظهرت أمام عدد من النجوم في الأعمال مثل:«حرب الجواسيس» و«ابن الأرندلي» أمام يحيى الفخراني، ومسلسل «اغتيال شمس» مع صفاء أبو السعود.

## أهم الأعمال
- أبو العروسة
- قضية صفية
- مش فريندز
- اغتيال شمس
- ابن الأرندلي
- وعد ومش مكتوب
- دموع في نهر الحب
- في ايد أمينة
- قلب ميت
- عمارة يعقوبيان
- آدم وجميلة

## روابط خارجية
- رشا أمين على موقع الدهليز
- رشا أمين على موقع قاعدة بيانات الأفلام العربية